# Örebro län
Örebro län er et län (amt) i det centrale Sverige. Det grænser op til Västra Götalands län, Värmlands län, Dalarnas län, Västmanlands län, Södermanlands län og Östergötlands län.

## Større byer
De ti største byer i Örebro län, sorteret efter indbyggertal:
| #  | Byområde   | Befolkning |
| -- | ---------- | ---------- |
| 1  | Örebro     | 98.237     |
| 2  | Karlskoga  | 27.500     |
| 3  | Kumla      | 13.033     |
| 4  | Lindesberg | 8.752      |
| 5  | Degerfors  | 7.418      |
| 6  | Hallsberg  | 7.122      |
| 7  | Nora       | 6.496      |
| 8  | Hällefors  | 4.797      |
| 9  | Askersund  | 3.937      |
| 10 | Kopparberg | 3.189      |

Indbyggertal pr. 31. december 2005, Statistiska centralbyrån (SCB).